# پرنسس تایپینگ
شاهدخت تایپینگ (تولد: ۶۶۵ - مرگ: ۲ اوت ۷۱۳ میلادی) یک شاهدخت سلطنتی از سلسله تانگ و سلسله ژو بود و آخرین فرزند امپراتور گائوزونگ از همسر دومش امپراتریس وو زتیان بود. او در دوران سلطنت مادرش و برادران بزرگترش امپراتوران ژونگ زونگ و رویزونگ (هر دو به‌طور تکرار شدنی دو بار سلطنت کردند) بسیار قدرتمند بود، به ویژه به‌طور عمده در دوره دوم سلطنت رویزونگ، که سه سال تا زمان مرگ خودش، او قدرت واقعی پشت تاج و تخت بود.
او به عنوان یک شاهدخت، در دوران سلطنت مادر و برادرانش نقش داشت، او به‌طور منحصر به فرد و ویژه در سرنگونی مادر خود امپراتریس وو و بازگشت برادرش امپراتور ژونگ زونگ (۷۰۵) و سرنگونی همسر او امپراتریس بیوه وی و بازگرداندن برادرش امپراتور رویزونگ (۷۱۰) نقش داشت و همچنین بعد از بازگشته سلطنت امپراتور رویزونگ، به‌طور عمده و آشکارا نقشی اساسی و تعیین‌کننده در اداره کل امپراتوری داشت، و او درگیر تمامی مسائل، مشکلات و تحولات سیاسی بود.
سرانجام، رقابتی تلخ و خونین بر سر قدرت بین او و برادرزاده اش، لی لانگجی، ولیعهد امپراتور رویزونگ، بوجود آمد و پس از آنکه امپراتور رویزونگ در سال ۷۱۲ سلطنت را به لی لانگجی (به عنوان امپراتور شوان زونگ) واگذار کرد، درگیری‌ها به‌طور جدی به اوج خط مقدم سیاسی رسید و در سال ۷۱۳، امپراتور شوان زونگ، طبق سوابق تاریخی، با اعتقاد به اینکه قصد سرنگونی او را دارد و با آگاهی از جناح بزرگ او که شامل بیشتر صدراعظم‌ها، ژنرال‌ها و مقامات عالیرتبه بود، ابتدا اقدام کرد، تعداد زیادی از متحدان اساسی او را اعدام کرد و او را در یک کودتا شکست داده و بعد از سه روز مجبور به خودکشی کرد.

## در زمان سلطنت امپراتور گائوزونگ تحتنیابتامپراتریس وو
پرنسس تایپینگ در زمان سلطنت پدرش امپراتور گائوزونگ در سال ۶۶۵ میلادی به دنیا آمد در آن زمان مادر وی امپراتریس وو تمامی قدرت‌های واقعی و حق اختیاری حکومت را در دست داشت و با امپراتور حکومت می‌کرد و در آن زمان او موردعلاقه پدر و مادر خود بود و به خوبی تحت استادان عالی آموزش می‌دید و حتی در آن زمان در رزمندگی نیز استاد شده بود و در زمان بزرگسالی در سن ۱۶ سالگی به دستور مادرش به عنوان راهبه معبد تائوئیسیم تبدیل شد اما در سال ۶۸۳ قبل از مرگ پدرش او به دستور وو از معبد خارج شد و دوباره به کاخ باز گذشت.

## در زمان نخست سلطنت امپراتورها ژونگ زونگ و رویزونگ تحتنیابتامپراتریس بیوه وو
در سال ۶۸۳ میلادی، پرنسس تایپینگ با به سلطنت رسیدن برادرانش ژونگ زونگ و رویزونگ قدرت زیادی گرفت، هر چند مادرش امپراتریس بیوه وو قدرت‌های واقعی را در دست گرفت بود و قدرت مطلق امپراتوران را کاملاً تحت‌الشعاع قرار داد بود وو زتیان در سال ۶۹۰ میلادی خود را «امپراتور» نامید و سلسله تانگ را از بین برد و سلسله ژو خود را بنیانگذاری کرد و خود به‌طور مستقل و یگانه حکومت کرد.

## در زمان سلطنت وو زتیان
پرنسس تایپینگ در زمان سلطنت مادرش به عنوان مشاوره اصلی او تبدیل شد و بسیار زیاد قدرتمند شد و در امور ایالتی دخالت زیادی می‌کرد در سال ۷۰۵ میلادی وو زتیان با کودتایی که از طرف مقامات دادگاه و ژنرال‌های دربار انجام شد بود و در این کودتا بانو شانگون دبیر وو زتیان و معشوقه ژونگ زونگ و خود پرنسس تایپینگ شرکت کرد بودند برکنار شد و بعد از ان دوباره ژونگ زونگ برای بار دوم به سلطنت رسیدن و دوباره دودمان تانگ شروع شد،

## در زمان سلطنت دوم امپراتور ژونگ زونگ تحت سایه امپراتریس وی
بعد از ان پرنسس تانپینگ به عنوان یکی از زنان قدرتمند دربار و دادگاه امپراتوری همراه با امپراتریس وی شناخته می‌شد هر چند قدرت او توسط امپراتریس وی به عنوان یک رقیب شناخته می‌شد و به همین خاطر محدود بود زیرا که امپراتریس وی حق قدرت اصلی را در امپراتوری در دست داشت و به نام امپراتور ژونگ زونگ حکمرانی می‌کرد و در این زمان همراه با دخترش پرنسس انل از زنان قدرتمند و بسیار فاسد دربار بودند.

## در زمان سلطنت امپراتور شانگ تحتنیابتامپراتریس بیوه وی
در سال ۷۱۰ میلادی امپراتور ژونگ زونگ ناگهان درگذشت که به اعتقاد مورخان توسط امپراتریس وی و دخترش پرنسس انل مسموم شد و مرگ امپراتور ژونگ زونگ رسماً اعلام نشد زیرا که امپراتریس وی می‌خواست قدرت را در دست بگیرد و مانند وو زتیان مادر امپراتور ژونگ زونگ امپراتریس فرمانروا شود و سلسله خود را داشت باشد و پرنسس انل هم می‌توانست پرنسس ولیعهد شود و بعد از مرگ مادرش به عنوان امپراتریس فرمانروا بر تخت بنشیند و حکومت کند به همین خاطر و چرا که مرگ امپراتور خیلی مشکوک و ناگهانی بود مخصوصاً زمانی که او در اوج سلامتی خود بود ناگهان درگذشت و چرا که امپراتریس وی هم از همان اول همراه دخترش پرنسس انل آرزوی امپراتور شدن را داشتن به اعتقاد مورخان او و دخترش امپراتور را مسموم کرد بودند تا بتوانند امپراتور و وارث یک سلسله جدید (غیر از سلسله تانگ) شوند در همان ماه امپراتریس بیوه وی به عنوان تنها نایب السلطنه و امپراتریس بیوه قدرتمند برای امپراتور شانگ و دودمان تانگ تبدیل شد و پرنسس انل به عنوان قدرت پشت نایب السلطنه تبدیل شد و در این دوره امپراتور شانگ هیچ حق و قدرتی نداشت و در این زمان حبس خانگی شد بود در همان ماه چند تن از مقامات به امپراتریس وی پیشنهاد کردن که قدرت را هر چه سریع تر در دست بگیرد و مثل وو زتیان امپراتور شود و پرنسس انل را وارث تاج و تخت خودش کند بعد از گفتگوه مقامات با امپراتریس وی و پرنسس انل، چند تن از مقامات سطح متوسط به پرنسس تایپینگ گذارش دادن که امپراتریس بیوه وی و پرنسس انل می‌خواهند تخت را غضب کنند و سلسله تانگ را برای دومین و آخرین بار نابود کنند، بعد از خبر رسیدن به پرنسس تایپینگ در کمتر از یک ماه یک کودتا به رهبری او و چند تن از مقامات بالا و متوسط در کاخ انجام شد که منجر به برکناری امپراتور شانگ و مرگ امپراتریس بیوه وی و پرنسس انل شد و دوباره برای بار دوم امپراتور رویزونگ به سلطنت بازگذشت،

## در زمان سلطنت دوم امپراتور رویزونگ و در دست گرفتن دولت به نام امپراتور
پرنسس تایپینگ در زمان سلطنت برادرش رویزونگ برعکس برادرش ژونگ زونگ به چهره ای بسیار قدرتمند، غالب و تأثیرگذار تبدیل شده بود و مورد احترام تمامی مقامات و ژنرال‌ها و مخصوصاً شخص امپراتور بود حتی زمانی که امپراتور ریاست جلسات امپراتوری را عهده‌دار بود او همانند یک امپراتریس بسیار قدرتمند در پشت سر امپراتور می‌نشست و امور ایالتی را شدیداً تحت تأثیر قرار می‌داد در این زمان او به مسائل سیاسی اهمیت زیادی می‌داد برعکس شخص امپراتور رویزونگ که از امور حکومتی بیزار بود و از آن فاصله می‌گرفت و این گونه مسائل را غالباً به‌طور علنی به پرنسس تایپینگ و پسرش لی لایجی می‌داد به ویژه پرنسس تایپینگ که از قدرت و نفوذی غالب در دادگاه امپراتوری برخوردار بود، امور دولت را از طریق حزب‌های خود و شخص امپراتور اداره می‌کرد، در این زمان درگیری شدیدی بین پرنسس تایپینگ و برادر زاده اش پیش آمده بود در سال ۷۱۲ میلادی امپراتور رویزونگ از حکومت خسته شد و خواستار کنارگیری بود هر چند پرنسس تایپینگ به او پیشنهاد کرد که بیشتر قدرت را به عنوان امپراتور بازنشسته در دست بگیرد و همچنان حکومت کند و در این زمان امپراتور رویزونگ فرمانی بسیار قوی تر از پسرش امپراتور شوانگ زونگ داشت.

## در زمان سلطنت امپراتور شوان زونگ و جنگ قدرت با امپراتور
در سال ۷۱۲ میلادی امپراتور رویزونگ از حکومت کنارگیری کرد اما همچنان قدرت امپراتوری را در دست داشت و حکومت می‌کرد و پرنسس تایپینگ همچنان از طریق، امپراتور رویزونگ بر اداره امور ایالتی بسیار زیاد تأثیرگذار بود و بیشتر مقامات دولتی، ژنرال‌های عالیرتبه و صدراعظم‌ها همدستان او بودند (از هفت صدراعظم رسمی، ۵ تن از آنان و از هشت صدراعظم دفاکتو ۷ تن از آنان افراد پرنسس تایپینگ بودند) پرنسس تایپینگ که همچنان بیشتر حکومت را تحت کنترل خود داشت و همچنان امور ایالتی را اداره می‌کرد در این زمان امپراتور شوان زونگ فرمان کشتار متحدان پرنسس تایپینگ را صادر کرد اما این فرمان از طرف امپراتور رویزونگ رد شد و آنان از مرگ نجات پیدا کردند اما زمانی که امپراتور رویزونگ بیمار شد امپراتور شوان زونگ گفت «پرنسس تایپینگ پدر من را مسموم کرد تا بتواند قدرت او را به نام خود بگیرد و مرا نابود کند تا بتواند خود امپراتور شود» بعد از آن پرنسس تایپینگ که این حرف را شنید چرا که مدت‌ها بود می‌خواست از شرح شوان زونگ خلاص شود بر زده او با حمایت همکارانش کودتایی انجام داد تا او را کنار بزند و قدرت را به تنهایی در دست بگیرد اما این نقشه فاش شد و همزمان با کودتای پرنسس تایپینگ امپراتور شوان زونگ هم کودتایی از قبل برنامه‌ریزی کرده بود که در آن پرنسس تایپینگ شکست خورد و در آخر او را وادار به خودکشی کرد و بعد از ان امپراتور رویزونگ را مجبور کرد که حق ازادانی کامل دولت و تمام قدرت‌های امپراتوری را به او تحویل دهد.